# Netscape Enterprise Server
Netscape Enterprise Server foi um servidor web desenvolvido originalmente pela Netscape Communications Corporation. O produto já foi renomeado Sun Java System Web Server, quando o produto foi adquirido pela Sun Microsystems. A Sun liberou o código do Netscape Enterprise Server sob a licença BSD em janeiro de 2009.